# 461 Saskia
A 461 Saskia (ideiglenes jelöléssel 1900 FP) a Naprendszer kisbolygóövében található aszteroida. Maximilian Franz Joseph Cornelius Wolf fedezte fel 1900. október 22-én.